# Форштадт (Кёнигсберг)
Форштадт (нем. Vorstadt) был историческим кварталом южного Кёнигсберга (Пруссия).

## История
В 1329 году тевтонские рыцари предоставили землю на южном берегу реки Прегель в островном городе Кнайпхоф в первую очередь для строительства доков, а также для садов, сельского хозяйства и пастбищ. Пригород, который развился там, в Кнайпхофском форштадте, стал районом Фрайхайт, с особыми правами и под контролем Кнайпхофа. На его гербе суда была изображена рука спускающаяся с облаков, весовая шкала в окружении двух охотничьих рогов. Значительная часть русского населения Кёнигсберга поселилась в Форштадте.
По регламенту ратуши, 13 июня 1724 года, король Фридрих Вильгельм I, объединил Кнайпхоф и Форштадт в единый город Кёнигсберг.

## Расположение
Форштадт делился на Передний Форштадт, граничащий с рекой Прегель на севере, и Задний Форштадт к югу, граничащий с Хабербергом. Передний Форштадт изначально был в 1376 году задокументирован как Святой Антонфорштадт, а после как Св. Антонгоспиталь. Он был защищён стеной, палисадами и канавами в 1520 году, когда ему угрожали польские войска в Польско-литовской войне. В 1648 году он был известен как Внутренний Форштадт, а к 1677 году опять как Передний Форштадт. Он часто страдал от пожаров; пожар в 1811 году разрушил дом, в котором родился Иммануил Кант.
Задний Форштадт создавался после Переднего Форштадта и первоначально был известен как Святой Георгсфорштадт, после Св. Георгсгоспиталя. Задний Форштадт и Св. Георгсгоспиталь были сожжены во время Польско-тевтонской войны. Южную часть также называли Внешний Форштадт. Общее название Заднего Форштадта было задокументировано в 1726 году.
Форштадтише лангассе пролегал от Хабербергской кирхи к северу через Форштадт, прежде чем стать Кнайпхофише лангассе в Кнайпхофе. Эта дорога стала одной из самых оживленных улиц Кёнигсберга после открытия близлежащего Главного вокзала в 1929 году. В квартале также находилась Высшая реальная школа.
В 1753 году король Фридрих II (король Пруссии) разрешил евреям города построить хасидскую синагогу на Шнюрлингсдамм в Переднем Форштадте, строительство которой было завершено в 1756 году. Хотя в 1811 году Старая синагога сгорела, она была заново построена на соседней Синагогенштрассе и освящена в 1815 году. Адасс Израэль открыл свою синагогу на Синагогенштрассе возле Старой синагоги. Новая либеральная синагога была открыта в Ломзе в 1890 годах. Синагоги Кёнигсберга были сожжены во время Хрустальной ночи в 1938 году.
Фондовая биржа Кёнигсберга была расположена на набережной Прегеля, между Зелённым и Музыкальным мостами. Форт Фридрихсбург существовал к западу от Переднего Форштадта с 1657 по 1910 год.

## Галерея
- Передний Форштадт на открытке
- Передний Форштадт
- Задний Форштадт
- Задний Форштадт